# Imogene (Cimbelino)
Imogene (Imogen) è un personaggio dell'opera teatrale Cimbelino (Cymbeline, King of Britaine) di William Shakespeare.
Suo padre, Cimbelino re di Britannia, vuole darla in sposa al fratellastro Cloteno, figlio della sua seconda moglie, ma Imogene si innamora e sposa invece in segreto il nobiluomo Leonato Postumo. Furioso, Cimbelino bandisce Postumo dal regno e fa pressioni su Imogene perché accetti di sposare Cloteno.
Nel frattempo Postumo dal suo esilio, elogia con tanto calore la virtù di sua moglie da spingere il gentiluomo romano Iachino a scommettere con lui che sarebbe invece riuscito a sedurla.
Giunto in Britannia, Iachino corteggia Imogene, ma viene rifiutato. Non volendo accettare la sconfitta, si introduce con uno stratagemma nella camera della principessa e approfittando del sonno di lei, la scopre della sua veste alla ricerca di un segno caratteristico, che individua in un neo sul petto. Descrivendo a Postumo tale dettaglio del corpo di sua moglie, lo convincerà di averla sedotta e di aver vinto la scommessa. Accecato dall'ira, Postumo invia un servitore ad uccidere Imogene, ma il sicario prescelto svela il piano alla giovane e l'aiuta a fuggire vestita da uomo. Dopo una serie di peripezie, Imogene affronta Iachino, costringendolo a confessare il suo imbroglio a Postumo, la coppia, ottenuta la benedizione del re Cimbelino, può finalmente ricongiungersi.

## Analisi del personaggio
Imogene appare ideata da Shakespeare per incarnare il prototipo di una donna ideale, che riunisca tutte le migliori qualità delle sue eroine, senza averne anche i potenziali difetti: il coraggio di Giulietta ma non la sua ingenuità, la dolcezza di Desdemona ma non la sua passività, la stessa nobile dignità di Hermione ma non la stessa rigida imponenza. Durante tutto lo svolgimento della trama, il personaggio di Imogene è in bilico tra l'immagine idealizzata creata dalle virtù attribuitele dagli altri  e la manifestazione reale di tali virtù e di reali capacità attraverso le sue azioni (l'opposizione al volere del padre, la lealtà verso suo marito, la diffidenza verso l'apparente gentilezza della matrigna, la capacità di sopravvivere una volta fuggita, la determinazione nel costringere Iachino a confessare) creando un costante dualismo nell'approccio al suo personaggio che possiamo ben sintetizzare con la vivace riflessione di George Bernard Shaw: «Imogen presenta una doppia immagine - una vera donna divinizzata da Shakespeare senza che lui lo sapesse chiaramente...e un paragone idiota di virtù prodotto dalle opinioni di Shakespeare di come una donna dovrebbe essere.».

## Ricezione

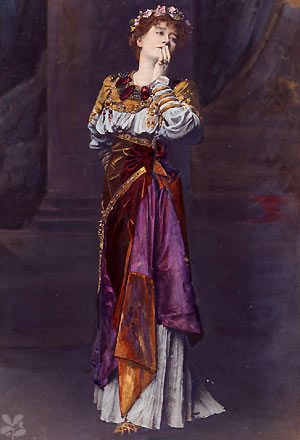
Imogene interpretata da Ellen Terry

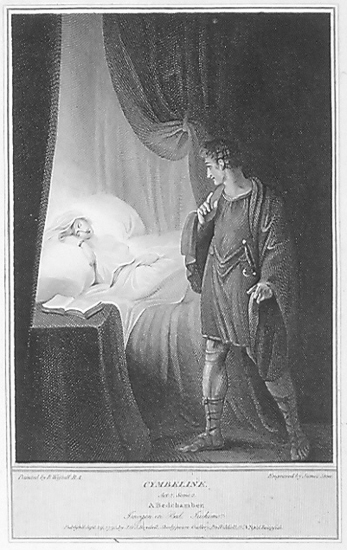
Cymbeline: Act II, Scene 2: Imogen in bed stampa di James Stow

Imogene è il soggetto di diverse opere pittoriche:
- Imogen di Herbert Gustave Schmalz
- Imogen di John Henry Frederick Bacon
- Posthumus and Imogen di John Faed, 1865
- Dame Ellen Terry as Imogen Shakespeare heroine in Cymbeline di Lawrence Alma - Tadema
- Imogen Entering the Cave of Belariusdi Richard Westall
- Cymbeline: Act II, Scene 2: Imogen in bed stampa di James Stow da un dipinto di Richard Westall

L'eroina shakespeareana è anche citata in diverse opere letterarie:
- Ne Il ritratto di Dorian Gray di Oscar Wilde il protagonista usa il nome di Imogene per   alludere all'innocente giovane attrice Sibyl Vane, teneramente innamorata di lui[6]
- Nell'Ulysses di James Joyce il protagonista cita il neo sul petto di Imogene, espediente usato da Iachimo per convincere il marito di averla sedotta[7]
- In Monteriano di E. M. Forster, l'autrice allude a Imogene quando descrive la tristezza di Lilia nel suo matrimonio[8]
- In Bertram, or the Castle of St. Aldobrand di Charles Robert Maturin, "Il nome della protagonista femminile (Imogin) [...], stabilisce un collegamento con un'altra opera di Shakespeare: Imogene è la virtuosa figlia di Cimbelino"[9] tale collegamento è evidenziato dall'appellativo "giglio" che sia il protagonista del Bertram, sia Iachino nel Cimbelino, usano per descrivere le rispettive protagoniste femminili mentre giacciono nei loro letti ("A blighted lily on its icy bed" - Bertram, or the Castle of St. Aldobrand / " [...] fresh lily, and wither than the sheets" Cimbelino - Atto II).
- Dal mélodrame di Isidore J.S. Taylor Bertram, ou le Pirate, trasposizione teatrale del Bertram di Maturin, è tratto il libretto dell'opera Il Pirata di Vincenzo Bellini,[10] la cui protagonista femminile si chiama Imogene, usando per la Imogin del Bertram la stessa italianizzazione della Imogen di Shakesepare[11]

Una qualità di rosa arbustiva inglese è stata dedicata ad Imogene dal botanico e floriculture David Austin.